# ويليام جيمس باول
ويليام جيمس باول هو سياسي كندي، ولد في 9 يوليو 1854 في كندا، وتوفي في 1 سبتمبر 1929 بأوتاوا في كندا. حزبياً، نشط في حزب أونتاريو المحافظ التقدمي. وقد انتخب عضو برلمان مقاطعة أونتاريو وانتخب عضو مجلس العموم الكندي.